# 大衛·考柏菲 (魔術師)
大衛·考柏菲（1956年9月16日—），原名大衛·塞思·柯沁（英語：David Seth Kotkin），生於美國新澤西州梅塔钦，是世界知名的魔術師。

## 生平
大衛於12歲開始學習魔術，並且成為美國社會魔術組織認定最年輕的魔術師。16歲時就在紐約大學教授魔術，18歲時進入富爾敦大學就讀，在大一入學三星期後擔綱芝加哥音樂劇《The Magic Man》的主角，並且根據狄更斯的同名小說《David Copperfield》改名為大衛·考柏菲（David Copperfield），19歲時就成了夏威夷檀香山的Pagoda飯店中宣傳主角。
大衛曾經於1980年初次在恐怖片《Terror Train》飾演名為肯（Ken）的魔術師，他也曾在1994年電影《雲裳風暴》以未列入名單的方式出現。不過大衛主要是在電視特別節目或是電視訪談秀中出現，所使用的魔術包括使自由女神像憑空消失、飛行、漂浮於美國科羅拉多大峽谷、穿越中國萬里長城。
1982年大衛創辦「魔術計畫」，主要是透過魔術花招幫助一些有殘缺的病人康復或者恢復他們的技能，該計畫也已被美國職能治療協會公認，並且在30多個國家以及超過1100個醫院使用。
大衛曾經與超模克劳迪娅·席费尔訂婚，不過1999年時分手並且結束六年的關係。
大衛曾一度計劃開設（Magic Underground）的主題餐廳，並於紐約及迪士尼樂園開設分店，這些餐廳還會使用D.A.V.I.D （Digital Audio-Video Interface Device，數位影音介面裝置）間接的與餐廳用戶互動，該套裝置基本上是高科技電視電話系統，其他的把戲例如桌子漂浮於半空、服務生在上菜耍點魔術把戲，不過兩間分店的計劃均未能成事。
1996年，大衛與迪安·雷·孔茨、乔伊斯·卡罗尔·欧茨、雷·布萊伯利合作，寫出關於世界魔術以及幻術的選集，第二冊則於隔年上市，命名為《David Copperfield's Beyond Imagination》。
財經雜誌《富比士》曾經公佈大衛的年收入：2003年為5千7百萬美元（第10高）、2004年為5千7百萬美元（第35高）、2005年5千7百萬美元（第41高）。大衛一年至少在全球各地演出500場魔術秀。

## 個人生活
2006年，時常陪伴大衛世界巡迴演出的大衛父親逝世於聖地牙哥，大衛為紀念父親創立了Remember Hy網站。
同年四月，大衛與他的兩名女助理在佛羅里達州被挟持，他的助理給了歹徒他們的錢、護照、手機，不過警方則說大衛並沒有給歹徒任何東西（事後大衛聲明他是使用了魔術把戲將物品隱藏），最後警方則是透過大衛的助理記得的車牌號碼逮捕了犯人，17歲的嫌犯以3件持械搶劫以及1件搶劫未遂被判兩年刑期，嫌犯還對另兩名被告做不利的証明。

## FBI調查事件
美國時間2007年10月18日，TMZ.com網站報導大衛·考柏菲已經遭到FBI調查，據報導這件案子起因源於西雅圖。據KTNV（美國廣播公司電視網成員）報導，有12名幹員直闖大衛位於拉斯維加斯的倉庫，查扣了一台硬碟、數位相機系統以及2百萬美元現金。
《拉斯維加斯評論報》（Las Vegas Review-Journal）指出，這事件的起因為大衛於巴哈馬群島做出了性騷擾的行為，不過控告大衛的人並沒有透露身分，只知道他為美國公民。大衛事後透過律師聲明否定此事的發生。

## 獎項
大衛最著名的莫過於他得獎的事蹟，他入圍艾美獎38次，獲獎20次。吉尼斯世界紀錄大全估計過大衛魔術秀所賣出的門票超越其他任何獨立表演者的場秀，他所擁有的世界紀錄包括歷史上獲得最多獎項的魔術師，也是第一位在好萊塢星光大道留名的在世魔術師。
倫敦的杜莎夫人蠟像館也製造了大衛·考柏菲的蠟像。他也是創立國際魔術博物館與圖書館的人。曾經在百老匯演出《Dreams and Nightmares》，再當初開演首週票房第一。大衛也曾經在富比士雜誌、Architectural Digest雜誌、君子雜誌的封面出現。

## 知名魔術
- 空中飛翔
- 穿越萬里長城
- 雷射幻術
- 死亡鋸
- 漂浮秀
- 雪

漂浮大峡谷
瞬间“移动”夏威夷
从一座正在爆破的大楼里顺利脱身。
从防范森严的美国阿尔卡特拉联邦监狱逃脱，成为历史上第一个逃出此监狱的人。在电视特别节目《激情之火》中，大卫脱出捆绑在身上正在燃烧的绳索，从几十米的高处逃离。然后，他当着一位著名曲棍球明星的面，撕毁并复原了一张价值100万美元的收藏卡。曾推出“魔术计划”，以魔术治疗疾病，並提升學習者之身体灵敏度。

## 電影
- 《Terror Train》 (1980年)

## 外部連結
- David Copperfield在互联网电影资料库（IMDb）上的資料（英文）
- 官方網站 （页面存档备份，存于）

1. ↑  長照喵長照課程活動平台. . www.icarecat.com. 2019-10-01  [2024-08-05]. （原始内容存档于2024-08-05） （中文（中国大陆））.